# Lachnaia pubescens
Lachnaia pubescens (лат.) — вид листоедов (Chrysomelidae) из подсемейства клитрины (Clytrinae). Встречается в Северо-Западной Африке, на Пиренейском полуострове, в Южной Франции, Корсике и Сардинии. Он был впервые описан французским энтомологом Леоном Дюфуром в 1820 году под названием Clytra pubescens

## Внешний вид и морфология
Lachnaia pubescens — небольшой жук длиной от 8 до 13 мм. Его тело цилиндрической формы, с чёрной головой и переднеспинкой, покрытыми белыми волосками. Элитры ярко-оранжевого цвета с шестью чёрными точками: одна у основания (плечевая), две в середине и три ближе к концу .
Усики состоят из 11 сегментов, начиная с четвёртого сегмента они имеют зубчатую форму. Переднеспинка поперечная, сужается кпереди, с тонкой и нерегулярной пунктировкой. Ноги полностью чёрные. У самцов передние лапки тонкие и удлинённые, что помогает отличить их от самок .

## Ареал и среда обитания
Этот вид распространён в странах Западного Средиземноморья: на Пиренейском полуострове (Испания, Португалия), в Южной Франции, на Корсике, Сардинии и в Северо-Западной Африке . Предпочитает открытые пространства, такие как луга, кустарниковые заросли и дубовые леса.

## Биология и поведение
Взрослые особи активны с апреля по август. Они питаются листьями и цветами различных растений, включая дубы и кустарники .
Личинки Lachnaia pubescens обладают уникальной стратегией развития: они являются мирмекофилами, то есть живут в муравейниках. Самка откладывает яйца рядом с муравейником, и муравьи, принимая их за растительный материал, заносят в своё гнездо. Личинки строят защитный футляр из почвы и экскрементов, внутри которого питаются органическими остатками и личинками муравьёв. После завершения развития они покидают муравейник и становятся взрослыми жуками .

## Сходные виды
Lachnaia pubescens можно спутать с другими видами рода Lachnaia, такими как Lachnaia italica и Lachnaia paradoxa. Однако отличительными признаками являются форма и соотношение сегментов лапок, а также расположение зубцов на усиках .

## Таксономические заметки
Первоначально описанный как Clytra pubescens, этот вид позже был отнесён к роду Lachnaia. В 1897 году была описана вариация Lachnaea pubescens var. subfasciata, которая впоследствии была признана синонимом основного вида

## Наблюдение и изучение
Lachnaia pubescens не является редким видом и может быть обнаружен в местах своего обитания. Однако из-за схожести с другими видами рода Lachnaia для точной идентификации требуется внимательное изучение морфологических признаков.